# Federica Zanella
Federica Zanella (Negrar, 16 dicembre 1971) è una politica italiana.

## Biografia
Si è laureata con lode in lettere classiche presso l’Alma Mater Studiorum-Università di Bologna.

### Attività giornalistica
Professionalmente ha svolto 20 anni di carriera giornalistica, che l’ha vista spaziare dall’emittenza televisiva privata regionale a quella satellitare e radiofonica nazionale sino alla carta stampata e alle agenzie di stampa (tra cui Telelombardia, Antenna 3, Stream, Milan Channel, Ansa, RTL102,5, Tuttosport), con ruoli di redattrice, inviata, conduttrice di trasmissioni e news, coordinamento redazionale.
Dal 2008 è imprenditrice nel settore della consulenza in comunicazione e relazioni istituzionali.

### Attività accademica
Dall'agosto 2013, e fino all'accettazione della candidatura al Parlamento a inizio 2018, è presidente del Corecom, Comitato regionale per le comunicazioni della Lombardia, di cui è stata in precedenza componente dal 2011 al 2013, ed è stata in seguito eletta vice presidente nazionale del coordinamento dei Corecom delle varie regioni.
La sua attività istituzionale in tale veste, con deleghe da Agcom e deleghe proprie, ha riguardato specificamente tutto il mondo delle telecomunicazioni, dalla telefonia alle televisioni a pagamento, sino a quello dell’editoria televisiva e radiofonica locale. Ha la piena delega del Comitato per quanto concerne il delicato ruolo di presidio della par condicio in periodo elettorale e da anni si dedica alla tutela dei minori sui media, concentrando le sue energie in particolare sulla tutela della web reputation, incluse le delicate tematiche di cyberbullismo e sexting.
In favore dei cittadini ha svolto in questi anni l’attività delegata di conciliazioni con le compagnie delle telecomunicazioni, tramite le quali sono stati resi circa 15 milioni di euro agli utenti lombardi. Si è spesa inoltre per l’accessibilità ai media per parte dei diversamente abili, in collaborazione con le loro principali associazioni di rappresentanza.

### Attività politica
Alle elezioni del 4 marzo 2018 è stata eletta, per la prima volta, alla Camera dei Deputati, candidata nel collegio uninominale Lombardia 1 - 14 comprendente le zone sudorientali di Milano, quali i quartieri di Rogoredo e Lambrate, per la coalizione di centrodestra (Forza Italia, Lega, Fratelli d'Italia, Noi con l'Italia).
Il 19 novembre 2020 lascia Forza Italia e aderisce alla Lega per Salvini Premier.

### Battaglie su web reputation e cyberbullismo
Oltre alle attività di prevenzione realizzate dal Corecom Lombardia sotto la sua presidenza nelle scuole della Regione, con centinaia di corsi svolti che hanno coinvolto più di 30.000 studenti e migliaia di professori, ha ideato e dato vita 4 anni fa a uno Sportello di aiuto Help web reputation giovani, che rappresenta un unicum a livello europeo e che, rimuovendo le fattispecie lesive (foto, video, chat etc) che possono potenzialmente indurre qualche giovane al suicidio, ha salvato delle vite e aiutato centinaia di persone.
Su questa tematica ha inoltre realizzato in questi anni decine di convegni ed eventi con migliaia di partecipanti tra cui moltissimi studenti, genitori, insegnanti, coinvolgendo anche le principali istituzioni e associazioni territoriali e nazionali.
È stata membro dell'Advisory Board del progetto europeo Safer Internet coordinato per l’Italia dal Miur, vicepresidente del coordinamento nazionale dei Corecom ed è stata componente del Comitato Media Minori del Mise fino al 2016, oltre ad aver preso parte al tavolo tecnico scientifico del bullismo e cyberbullismo istituito dall'Ufficio Scolastico Regionale Lombardo.

### Pubblicazioni e corsi
È coautrice di libri in materia come il volume Internet e la tutela della persona edito da Passigli Editori, e un altro testo per i tipi di Giappichelli.
È relatrice a convegni e tiene lezioni presso le più importanti università italiane, in materie attinenti la comunicazione, il diritto dell’informazione, e appunto la tutela della persona e dei minori sulla rete. Si è impegnata con determinazione, cosa riconosciuta pubblicamente dalle più importanti associazioni del settore, per un’emittenza privata locale di qualità, appoggiando le realtà editoriali in grado di offrire un valore aggiunto al territorio nella loro vincente battaglia per una ridefinizione in questo senso delle provvidenze pubbliche nel settore radiotelevisivo.

### Attività culturale
Grazie  alla sua laurea, con indirizzo archeologico, che l’ha vista impegnata in passato in campagne di scavo e restauro in Italia nonché attività di ricerca e approfondimento all'estero, è stata anche membro del comitato direttivo del Polo per la valorizzazione dei beni culturali della Lombardia.

## Premi e riconoscimenti
In virtù delle significative attività svolte in favore dei cittadini, e dei giovani in particolare, è stata insignita nel gennaio 2017 dell'Onorificenza di Cavaliere dell’Ordine “al Merito della Repubblica Italiana”.